# Pico Catarina Vieira
O Pico Catarina Vieira é uma elevação portuguesa localizada na freguesia açoriana das Doze Ribeiras, concelho de Angra do Heroísmo, ilha Terceira, arquipélago dos Açores.
Este acidente montanhoso de origem vulcânica encontra-se geograficamente localizado na Latitude de 38.7166667° e na Longitude 27.3166667°, na parte Oeste da ilha Terceira, eleva-se a 731 metros de altitude acima do nível do mar e encontra-se intimamente relacionado com a formação geológica dos contrafortes do vulcão da Serra de Santa Bárbara do qual faz parte, fazendo com esta montanha parte da maior formação geológica da ilha Terceira que se eleva a 1021 metros acima do nível do mar e faz parte do conjunto montanhoso denominado como Serra de Santa Bárbara.